# Hyperbaenus festae
Hyperbaenus festae is een rechtvleugelig insect uit de familie Gryllacrididae. De wetenschappelijke naam van deze soort is voor het eerst geldig gepubliceerd in 1896 door Griffini.